# Вибратор (секс играчка)
Вижте пояснителната страница за други значения на Вибратор.
Вибраторът е електро-механична секс играчка, предназначена за масажиране на влагалището, клитора или ануса. Изработва се най-често под формата на пенис.

## История
Един от първите вибратори, наричан „манипулатор“, работил с пара, е създаден от американския лекар Джордж Тейлър.
През 1880 г. д-р Джоузеф Мортимър Гранвил патентова първия електромеханичен вибратор, а през 1902 г. американската компания „Хамилтън Бийч“ (Hamilton Beach) патентова първия електрически вибратор, превръщайки го в 5-ия електрически уред у дома след шевната машина, вентилатора, електрочайника и тостера.
На 30 юни 1966 г. Джон Х. Травъл кандидатства за патент за „безжичен електрически вибратор за употреба върху човешко тяло“. Той е патентован на 28 март 1968 г.
Изследване от 2009 г., публикувано във вестник „Секшуъл Медисин“ (Sexual Medicine), показва, че около 53% от жените и около 46% от мъжете в САЩ на възраст от 18 до 60 години са използвали вибратор.
До 1920 г. вибраторите се продават свободно, но след появата им в порно филмите се променя отношението към тях. Оттогава продажбите им се извършват предимно в специализираните магазини, наречени секс магазини.

## Видове вибратори
Някои вибратори се предлагат на пазара като „масажьори за тяло“, въпреки че могат да се използват като продаваните за секс играчки. Някои вибратори работят с батерии, докато други имат захранващ кабел и се захранват от мрежата.
Съществува широка гама от вибратори, но повечето от тях попадат в следните категории:
- клиторни
- вагинални – за влагалището
- анални – за анална стимулация
- вибратори за Г-точката
- „зайо“ вибратори
- „яйце“ вибратори
- „пеперуда“ вибратори
- „ъндъркавър“ вибратори
- комбинирани вибратори